# Esther Farbstein
Esther Farbstein est une historienne israélienne contemporaine, hassidique mais avec une formation universitaire, qui se spécialise dans l'histoire de la Shoah, et en particulier des Juifs hongrois, dans une perspective religieuse juive, en se basant sur les témoignages de survivants.

## Éléments biographiques
Esther Farbstein est née après la Seconde Guerre mondiale en Israël. Elle reçoit le prénom d'Esther porté par sa tante maternelle disparue dans l'Holocauste. Elle est l'arrière petite-fille du rabbin Abraham Mordechai Alter (1866-1948), le Imrei Emes, le leader de la Dynastie hassidique des Gur, le plus grand mouvement hassidique de Pologne. Son mari est Moshe Mordechai Farbstein, Rosh Yeshiva de la Yeshiva de Hebron à Jérusalem.
Elle est titulaire d'une maîtrise de l'Institut du judaïsme contemporain de l'université hébraïque de Jérusalem,.
Elle dirige le Centre d'éducation sur l'Holocauste au Collège Michlalah, à Bayit Vegan, à Jérusalem, qu'elle fonde en 1994,.
Elle est conseillère aux archives de Bnei Brak.
Eli Lederhendler (2006) décrit Esther Farbstein comme une éducatrice majeure dans le domaine de l'Holocauste et Isidore Rubinstein (2008) la qualifie de: Rabbanith et historienne.

## Œuvres
- Publications par Esther Farbstein:
  - Livres:
    - (en) Hidden In The Heights. Orthodox Jewry in Hungary during the Holocaust. Translated by Deborah Stern. 2 Volumes, Mossad Harav Kook, Jerusalem, 2014.  (ISBN 978-965-7265-23-9)[14]
    - (he) Be-Sefer Ha-Madrega (In the Court of the Cliff)[15].
    - (en) The Forgotten Memoirs. Moving Personal Accounts from Rabbis who Survived the Holocaust. Shaar Press: New York, 2011. (ISBN 1-4226-1106-X),  (ISBN 978-1-4226-1106-7)[16],[17]
    - (he) Beseter Ra'am: Halakhah, Hagut Umanhigut Bimei Hashoah (Hidden in Thunder: Perspective on Faith, Theology, and Leadership During the Holocaust[18]). Jerusalem, 2002[19].
- Livres (en collaboration):
  - (he) Alexandre Klein et 'Hayim Shalem. (En collaboration avec Jean-Louis ('Hayim) Kohn et Esther Farbstein. Nous partons la tête haute. La résistance spirituelle et religieuse en France pendant la Seconde Guerre mondiale à la lumière des sources documentaires. Le Centre de Recherche sur la Shoah - Michlalah de Jérusalem. 2012.
  - (he) Esther Farbstein & Ayala Nedivi (Dr.). Rescue From Tanger. Renée Reichmann Comes to the Aid of European Jewry. Holocaust Research Center Michlalah Jerusalem College 2017/Mossad Harav Kook, Jerusalem.
- Articles:
  - (en) Sermons Speak History: Rabbinic Dilemmas in Internment betweenn Metz and Auschwitz. Modern Judaism. Volume 27, Number 2, May 2007, pp. 146-172.
  - (en) Rabbinical Introduction as Historical Texts of the Holocaust. The Rabbi, The Youth and the Refugees in Budapest, 1944. Essay. The Dapim Journal: Studies on the Holocaust. The Strochlitz Institute for Holocaust Research. University of Haifa[20]
- DVD:
  - (en) Hungarian Rabbanim in Auschwitz: Leadership in the Maelstrom[21].